# Chemische Berichte
Chemische Berichte (ヘミッシェ・ベリヒテ) は、1868年にドイツで創刊された、化学を中心に扱う学術雑誌。Chem. Ber. または Ber. と略記される。数度の分割・統合を経て、1998年に European Journal of Inorganic Chemistry に統合され130巻で廃刊。

## 歴史
1868年、ベルリンの Ferd. Dümmler's Verlagsbuchhandlung 社より、 Berichte der Deutschen Chemischen Gesellschaft (ISSN 0365-9631, CODEN BDCGAS) として創刊。
1929年、Berichte der Deutschen Chemischen Gesellschaft, A: Vereins-Nachrichten (ISSN 0365-947X, CODEN BDCAAS) と Berichte der Deutschen Chemischen Gesellschaft, B: Abhandlungen (ISSN 0365-9488, CODEN BDCBAD) の2つに分冊される。
1945年から1946年にかけて第二次世界大戦の影響で休刊。1947年、ヴァインハイムの Verlag chemie GmbH によって2分冊を再度合本した Chemische Berichte (ISSN 0009-2940, CODEN CHBEAM) として再開。1985年に出版社が VCH mbH となる。
1996年、VCH mbH が Wiley グループに加わり、Wiley-VCH となる。翌1997年、 Wiley が出版していた同じドイツの化学雑誌 Liebigs Annalen および、オランダの Société Chimique Neerlandaise が発行していたフランス語の化学雑誌 Recueil des Travaux Chimiques des Pays-Bas と統合・整理され、主に有機金属化学と無機化学を扱う Chemische Berichte/Recueil (CODEN CHBRFW) となる。有機化学分野は Liebigs Annalen/Recueil (CODEN LIARFV) へ引き継がれた。
1998年、欧州各国の化学系学術雑誌が整理され、Chemische Berichte/Recueil は Gazzetta chimica italiana、Liebigs Annalen/Recueil、Bulletin des sociétés chimiques belges、Bulletin de la Société chimique de France と統合、European Journal of Inorganic Chemistry に引き継がれる。これにより、 Chem. Ber. の名称は消滅した。